# Sulo Hostila
Sulo Armas Hostila (27 augusti 1920 Petrograd, Ryssland - 2 december 2002, Finland) var en finländsk socialdemokratisk politiker. Han var ledamot av Finlands riksdag mellan 1956 och 1975. Som Finlands försvarsminister tjänstgjorde han i regeringen Paasio II från februari till september 1972.
Hostila arbetade som snickare och som lärare på Pajulahti idrottsinstitut i Nastola innan han blev politiker. Mellan 1974 och 1982 tjänstgjorde han som verkställande direktör för Penningautomatföreningen.
Hostila efterträdde 1972 Arvo Pentti som försvarsminister och efterträddes senare samma år av Kristian Gestrin.

## Utmärkelser
- Finlands idrottskulturs förtjänstkors,  1966[3]
- Riddartecknet av I klass av Finlands Lejons orden,  1966[4]
- Riddartecknet av I klass av Finlands Vita Ros’ orden,  1971[5]
- Finlands idrottskulturs stora förtjänstkors,  1989[6]
- Krigsinvalidernas förtjänstkors,  1995[7]
- Frihetsmedaljens 1. klass[8]
- Frihetsmedaljens 2. klass[8]

[Redigera Wikidata]